# Steve Howe
Stephen James "Steve" Howe (Holloway, Észak-London, Anglia, 1947. április 8. –) angol gitáros, a Yes tagjaként vált híressé.

## Élete

### Korai évek
Steve a legfiatalabb volt egy négygyermekes, zenekedvelő családban. Szülei lemezgyűjteményének darabjait hallgatta először, többek között olyan előadóktól, mint Les Paul, valamint a Tennessee Ernie Ford. Utóbbi együttesben gitározott Speedy West és Jimmy Bryant. Klasszikus gitárzenét is hallgatott. Barney Kessel játéka tett rá mély benyomást.
Első gitárját karácsonyi ajándékként kapta meg 12 évesen, rögtön el is kezdett helyi alkalmakon játszani. 1964-ben megvette az első elektromos gitárját, egy dzsessz stílusú Gibsont. "Senki sem játszott rockegyüttesben ilyen jellegű gitáron, így az emberek kinevettek és felvágósnak neveztek. Nekem ez nemcsak egy gitár volt, hanem a művészet egy eszköze" – mondta az ES-175-ről Howe. Első felvételét 1964-ben készítette a The Syndicats-szel. 1968-ban a Tomorrow-val (korábban The In Crowd) és a Bobats-szal készített lemezeket.
Elutasította a The Nice-t és a Jethro Tullt, amíg arra várt, hogy a Bodats ismét felvegyen egy lemezt, de ez a kísérlet csődbe ment. Őt emlegették a Yesnél Peter Banks lehetséges pótlójaként, mivel az első két albumon szereplő gitáros kilépett, végül ténylegesen a progresszív rock-együttesbe került.

### A Yes-szel
Howe 1970-ben csatlakozott a Yeshez. Az első koncertet, melyen ő is szerepelt, a Queen Elizabeth Hall-ban rendezték 1970. március 21-én. A Time & A Word című album a nem európai kiadásainak borítóján Howe is látható, holott az év augusztusában felvett lemezen még Peter Banks játszott.
1971-ben viszont már az ő játékát lehetett hallani a The Yes Albumon, az első igazán sikeres Yes-lemezen. Így a korai Yes-hangzás "esszenciáját" lehet hallani az album számain: Jon Anderson énekhangját, Chris Squire basszusjátékát és Tony Kaye billentyűs hangszereken való játékát remekül egészítette ki Howe klasszikus és elektromos gitáron előadott virtuóz, ugyanakkor kifinomult és túlzásoktól mentes játékával.
Következett a Fragile, ahol váltás történt: Rick Wakeman érkeztével Kaye-nek távoznia kellett. Kialakult a klasszikus felállás: Anderson-Howe-Squire-Wakeman-Bruford (klasszikus felállásként szokták azt is említeni, amikor Bruford helyett Alan White dobol.

### Egyéb együttesekkel
1980-ban elhagyta a Yest Geoffrey Downes társaságában, majd John Wettonnel (King Crimson) és Carl Palmerrel (ELP) megalakították az Asiát, a kor szupergroupját. Két sikeres album (Asia, 1982; illetve Alpha, 1983) után azonban elhagyta a zenekart, mivel nézeteltérései támadtak az énekes-basszusgitáros Wettonnel. Azóta megtörtént a kibékülés, és az alapító tagok a 25 éves alapítási évfordulóra, 2006-ra ismét egyesítették erőiket: egy turnét szerveztek, és 2008-ra már várható az új stúdióalbum.
1986-ban a Genesis exgitárosával, Steve Hackett-tel megalakította a GTR-t. Egyetlen albumuk, a GTR aranylemez lett, de Hackett szólókarrierjét szerette volna építeni, így a közös munkának vége szakadt.
1991-ben Brian May felkérésére ő játszotta el a spanyolgitár szólót a Queen együttes Innuendo című dalában.

## Elismerései
A Guitar Player magazinban 1977-től 1981-ig sorozatban ötször választották meg az év legjobb gitárosának, ráadásul abszolút legjobbnak, tehát nem csak műfaján belül.
A Gibson cég, mely második gitárját készítette (melyen még negyven évvel később is játszott), 2002-ben Howe tiszteletére elkészített egy  ES-175 gitárt – Howe kedvencét –  Steve Howe Signature ES-175 néven.

## Diszkográfia

### Szólólemezei
- Beginnings (1975)
- The Steve Howe Album (1979)
- Turbulence (1991)
- The Grand Scheme of Things (1993)
- Not Necessarily Acoustic (1994)
- Homebrew (1996)
- Quantum Guitar (1998)
- Pulling Strings (1999)
- Portraits of Bob Dylan (1999)
- Homebrew 2 (2000)
- Natural Timbre (2001)
- Skyline (2002)
- Elements (2003)
- Guitar World (2003)
- Spectrum (2005)
- Remedy Live (2005)
- Homebrew 3 (2005)

### Vendégszereplések
- Queen – Innuendo (1991)
- Lou Reed – Lou Reed (sessionzenész az album nagy részén) (1972)

### Videográfia
- Classic Rock Legends (2002)
- Careful With That Axe (2004)
- Steve Howe's Remedy Live (2005)